# Dième
Dième är en kommun i departementet Rhône i regionen Auvergne-Rhône-Alpes i östra Frankrike. Kommunen ligger i kantonen Tarare som tillhör arrondissementet Villefranche-sur-Saône. År 2022 hade Dième 196 invånare.

## Befolkningsutveckling
Antalet invånare i kommunen Dième
| Referens: INSEE |